# 25ans
『25ans』（ヴァンサンカン/Vingt cinq ans）は、ハースト婦人画報社が発行し、講談社（2015年4月以降）が発売する女性ファッション雑誌。毎月28日（日祝日・年末は26 - 27日）発売。

## 概要
1980年4月に創刊された。誌名はフランス語で「25歳」を意味し、「社交界に身を置く20代以上の『お嬢様』」を対象とするが、購読者の平均年齢は30代半ばが中心である。創刊初期は「婦人画報」を購読する富裕層家庭の子女をおもな対象に想定した。「CLASSY.（1984年 - や「miss家庭画報（1989年 - 2013年）とともに「お嬢様雑誌」として知られ、1980年代後半に始まるバブル景気時代に人気を得た。上記2誌は一般OL向けへ路線を移行したが、本誌は社交関連記事の掲載を継続している。
「今の時代のゴージャスを体験するための情報を発信する、インターナショナル・ラグジュアリー・マガジン」として2012年1月号（2012年11月28日発売）で発売400号目を迎え、ファッション、ビューティ関連以外にも、旅行、リフレッシュ、社会奉仕など、ライフスタイルに関する記事を掲載している。
掲載商品の大多数が欧州の名門ブランドで、ロケ地に海外のリゾートや有名観光地を多数起用する。モード界の最新コレクションに関する情報も充実し、ファインジュエリー、高級時計に関する記事も多い。

### 連載
目次前、目次直後、それ以降の特集記事の合間、巻末に連載記事を配置する。

#### 2014年1月号 - 12月号
- 目次前
  - 木村孝／ブランドとアート／ミスリンの愛しい気配
  - 杏暦
- 目次以降
  - 25ans外商部（最新商品）／斎藤薫／杏 LOVES モード
  - ファッション/ジュエリータイムス／彼とふたりのシェアウォッチ／ビューティタイムス
- 巻末
  - カルチャー・芸能人インタビュー・ライフスタイル関連各種記事／Salon de 25ans／POWER PUSH（パブリシティ）

#### 2013年1月号 - 12月号
- 目次前
  - 姫と王子のリアルライフ／ミスリンの愛しい気配／リバース・プロジェクト
- 目次以降
  - 杏's 美ロソフィー／25ans外商部／杏のおしゃれクルーズ
  - ファッション/ジュエリータイムス／彼とふたりのシェアウォッチ／神田うののエレママ対談
  - 斎藤薫「新美人論」／木村孝がひもとく百人一首は美女のバイブル／ビューティタイムス
- 巻末
  - ライフスタイルタイムス／エディターズ・プライベート・レシピ／姫のエンタメガイド／憧れカップルの素敵なパートナーシップ／エレ女のお悩み相談室／エレ女's社交レポート／Salon de 25ans／POWER PUSH（パブリシティ）
- 特定スポンサーとタイアップ
  - ウブロ
  - タグ・ホイヤー
  - マイケル・コース

### 増刊号
多彩なジャンルを発売する。
- 25ansウェディング：1980年代創刊。初期のタイトルは「ザ・ウェディング」で、奇数月20 - 22日頃発売。ドレス、ジュエリー、ビューティ、ゲストスタイルなど、メインテーマは号により異なる。
- きもの25ans：2010年創刊。年1回程度発売。
- Richesse（リシェス）：2012年創刊。第1号が同年6月28日、第2号が11月28日に発売し、2013年以降は3、6、9、11月の各28日に発売している。内容は4割程度が旅行、クルーズ、上流階級などカルチャー・ライフ関連、6割程度がファッション・ジュエリー・高級時計・ビューティに関する。

## 読者層
誌名は「25ans」だが購読者年齢は20代後半から40代で平均は34 - 35歳である。可処分所得が多い家庭の、子女、配偶者を持つ主婦、既婚のキャリアウーマン、らを対象とする。

## モデル
外国人モデルを多用した時期もあったが、日本人、もしくは混血のモデルを多用している。表紙を除き特に専属モデルはいない。一部の特例を除き、記事に登場モデル名が表記されなかったが、2012年中頃からスタッフクレジット内に小さく表記する。

### カバーキャラクター・連載
- 長谷川潤（2004年 - ）
- 黒木メイサ（2010年 - ）
- キム・テヒ（2011年 - 2012年）
- 杏（2012年 - 2015年）
- 水原希子（2015年 - 2016年）
- 森星（2016年 - 2020年）[2]

### その他記事
- 松島花
- 市川紗椰
- エミ・レナータ
- 林田岬優
- ALEXA
- 佐藤栞里
- 新川優愛
- 新木優子
- 三吉彩花
- emma
- Nana（AFTERSCHOOL）
- 浦浜アリサ
- 長谷川潤（2004～06年のカバーキャラクター）
- ヨンア
- ローラ
- すみれ
- LIZA
- 森泉
- 大政絢
- 細谷理紗
- 桐谷美玲
- イーラン
- ウヒナ
- ニコル
- 松井愛莉
- 絵美里
- 小泉里子

### 読者モデル
読者モデルを多用し、裕福な家庭の子女、富裕層や海外のセレブリティを常連読者モデルとして起用する。かつて叶姉妹が常連読者モデルを務めた。